# 張𦒑
張𦒑（15世紀—16世紀），字鳳翔，廣東廣州府番禺縣人，明朝政治人物。

## 生平
張𦒑是成化十三年（1477年）丁酉科廣東鄉試舉人，授漳州同知，為政和從叔父前漳州知府張璝一樣，人民歌頌他們：「大父張知府能救我疾苦，少父張同知能解我瘡痍。」因父母離世回鄉，服闋後改任德安同知，因岐王朱祐棆就封，上級嚴苛監督工程，他力爭不得而自行致仕。他性格剛直方正，不介懷禍福，經常攜帶《淵明集》吟咏，剛到漳州謁學，有數百人拜伏橋下，詢問下得知是張璝所救活人民的子孫。漳州知府汪鳳得知後感嘆：「這就是古代的遺愛。」

## 引用
1. 1 2  同治《番禺縣志·卷三十八·列傳七》：張璝，字德潤……天順元年進士……兄子翊，字廷弼……成化四年舉人、五年進士……𦒑字鳳翔，翊從弟也，成化十三年舉人，授漳州同知，為政一遵璝舊，民歌曰：「大父張知府能救我疾苦，少父張同知能解我瘡痍。」丁艱起補德安，會建王封，有司程督大苛，𦒑爭不聽，致仕去。𦒑性剛方務適於義，不以禍福介懷，常攜《淵明集》吟咏以自況，初𦒑至漳州謁學，有數百人伏橋下，詢之曰：「太大人所活民子孫也。」太守聞之嘆曰：「古之遺愛，殆謂是乎。」 據黃志、《福建通志》、《廣州人物傳》、郝通志、阮通志參修